# 匹田剛
匹田 剛（ひきた ごう、1963年8月 - ）は、日本の言語学者。東京外国語大学総合国際学研究院（言語文化部門・言語研究系）教授、博士（学術）。専門は、ロシア語学。2013年度・2015年度NHKラジオ「まいにちロシア語」講師。

## 略歴
- 1986年3月 東京外国語大学外国語学部ロシア語学科卒業
- 1989年3月 北海道大学大学院文学研究科修士課程修了
- 1992年3月 北海道大学大学院文学研究科博士課程単位取得退学
- 1992年4月 小樽商科大学言語センター 講師
- 1993年4月 同 助教授
- 2004年4月 東京外国語大学外国語学部 助教授
- 2009年4月 東京外国語大学総合国際学研究院 准教授（大学院重点化により所属変更）
- 2015年4月 同 教授
- 2023年2月 博士（学術）学位取得（論文「ロシア語の名詞句における格と一致をめぐって」

## 研究業績
- ロシア語の名詞句における格と一致をめぐって、東京外国語大学大学院総合国際学研究科博士学位請求論文、2023
- ロシア語における移動によらないトピック構造について、「人文研究」、第101輯、163-194、2001
- ロシア語のнетを用いた構文について、「人文研究」、第93輯、187-216、1997

## 著書
- （沼野恭子・前田和泉・イリーナ・ダフコワ）『大学のロシア語Ⅰ──基礎力養成テキスト』（東京外国語大学出版会、2013）
- 『これならわかる ロシア語文法 入門から上級まで』（NHK出版、2016）

- （監修、佐山豪太，光井明日香，後藤雄介，宮内拓也，ツォイ・エカテリーナ，ヴァフロメーエフ・アナトリー著）『ゼロからスタート ロシア語文法編』（Jリサーチ出版、2019）
- （分担執筆、東京外国語大学ワールド・ランゲージ・センター編）『世界28言語図鑑 多言語を学ぶためのガイドブック』（大修館書店、2024）